# 台上五宫

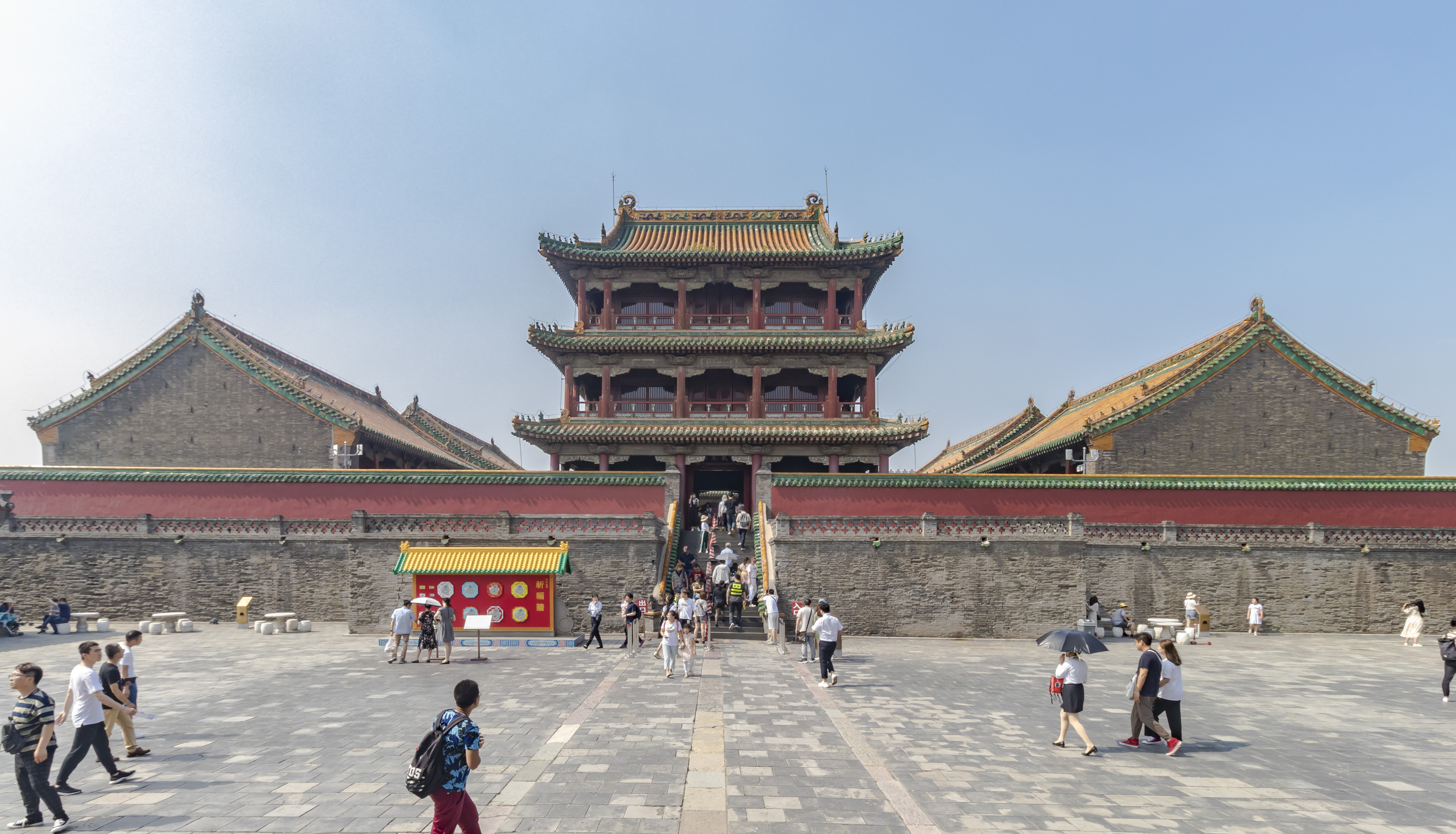
台上五宫的入口凤凰楼，左侧建筑为永福宫，右侧建筑为衍庆宫。它们处于同一平面高台之上。高台四周有两层高度不同、颜色不同的围墙。

台上五宫:84是沈阳故宫中路的一组建筑群。由清宁宫、关睢宫、衍庆宫、永福宫、麟趾宫五个单体建筑组成一个庭院形式建筑群。因坐落于近四米的高台之上，故有此名:89。是皇太極和后妃生活的寝宫:84。
除入口凤凰楼外，台上五宫所在的高台还有两座稍小的房屋——东、西配宫。由于以清宁宫为核心，此处院落又称清宁宫内院。

## 建筑历史

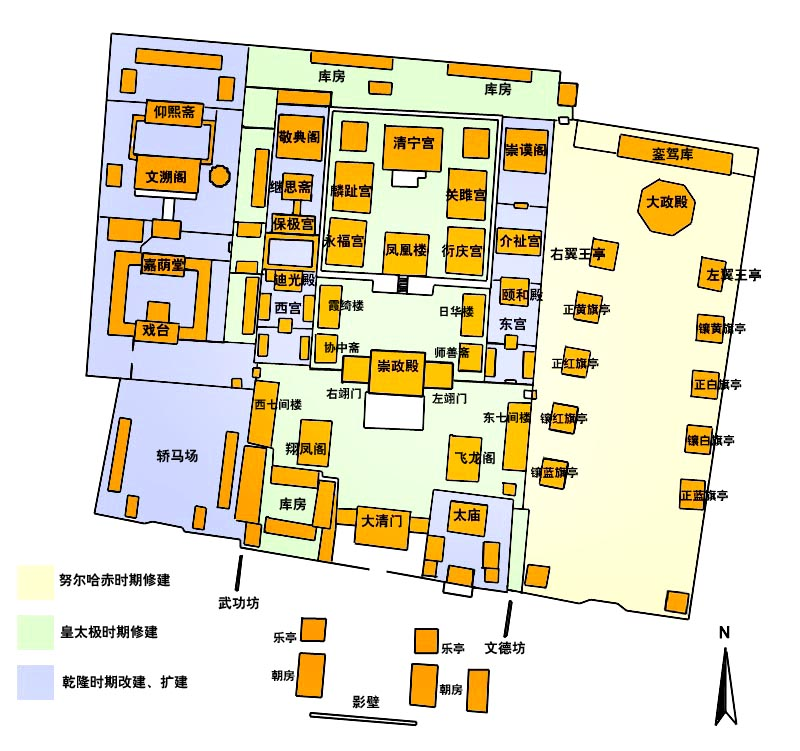
沈阳故宫平面图，台上五宫及凤凰楼处于同一平面高台之上。

一般推测在天聪二年（1628年）至天聪六年（1632年）之间，大汗皇太極改建自己为贝勒时期的“四贝勒府”。改建完成后，成为后金皇宫（沈阳故宫）的中路建筑群之一。中路建筑群自大清门起、第三进院落为高台上的凤凰楼，第四进院落即是台上五宫。亦有研究者将处于同一处高台，为台上五宫入口的凤凰楼与台上五宫视同一体，称其为自大清门起的第三进院落:64。
整座高台由人工夯土建成，高3.8米，长、宽分别为67米。当代研究者认为，此处高台在贝勒府时期即已存在，是遵循当时满族习俗、代表权贵身份的建筑。改建时沿用:84—85。
崇德元年（1636年）四月，皇太极改国号为清。同时，对皇宫主要建筑进行正式命名。中宫为清宁宫、东宫为关雎宫、西宫为麟趾宫、次东宫为衍庆宫、次西宫为永福宫，以及台东楼为翔凤楼、台西楼为飞龙阁、正殿为崇政殿、大门为大清门等。
皇太极时代，台上五宫即是后妃居所。高台四周有更道，以便卫士巡逻:86。

## 建筑相关
此处建筑群的中心是清宁宫。除入口的凤凰楼外，另有六座配宫。其中，关雎宫、麟趾宫、衍庆宫、永福宫位于清宁宫南、东西两侧。在东高于西、北高于南的设定下，东宫（关雎宫）地位最高，西宫（麟趾宫）第二、次东宫（衍庆宫）第三、次西宫（永福宫）最后。而在清宁宫之北、东西两侧各有一座较小的配宫，无命名，按位置称东配宫、西配宫。

### 清宁宫
清宁宫是台上五宫的核心。位于院落最北端，坐北朝南。居住者是皇太極和皇后哲哲:84。哲哲即孝端文皇后，初称清宁宫正宫大福金。清宁宫得名于“天得一以清，地得一以宁”:64。

#### 清宁宫建筑
《盛京通志》错误的称清宁宫建于崇德二年（1641年）。《清太宗实录》中，天聪十年（1636年）定宫殿名时，即定“中宫为清宁宫”。当代研究者根据《清太宗实录》天聪四年（1630年）三月记载的“上入沈阳城，众公主跪迎于殿墀，行抱见礼，入宫”推测，清宁宫建成时间最晚应在天聪四年。天聪五年之后的相关记载，可推测清宁宫被正式用于“拜天祭神”及接见外藩使臣:64—65。
清宁宫建筑面阔五间，进深六架椽，有前后廊:86。廊柱为有别于其它宫殿的方形柱:64。室内布局为当时满族民居使用的“口袋房”布局。除东尽间（或称东稍间:64）以单独砖墙间隔为卧室外，其余空间为打通的室内布局。房门开在东次间，火灶亦设在东次间:86。灶台镶嵌两口铁锅，用以祭祀时都祭肉:64。烟囱则在清宁宫后面的西北角，离清宁宫建筑基部两米左右，通过地方水平烟道与火灶相连，即满族民居中俗称的“跨海烟囱”:87。满语称“呼兰”。这是沈阳故宫中唯一的烟囱。
西侧通间沿墙设火炕，南北大炕夹“顺山炕”，即形成满族民居中的“万字炕”:86。火炕实测尺寸与《宁古塔记略》所记的“炕阔六尺”相吻合，但长度加大:65。依照满族传统，西侧通间的西墙设有仰首架等与祭祀相关的物件，西侧通间即是家祭场所。清宁宫西侧通间功能亦是如此，主要供萨满跳神之用:86。祭祀时，“炕上铺芦席，席上铺大红毡”。火炕除取暖外，最重要的作用是祭祀时“摆桌分食胙肉”。西墙架设神龛，用以进香，摆放祭品。室内棚顶为方形彩绘龙凤天花:64—65。
做为卧室的东尽间是暖阁形式，又间隔成两间，北设火炕，为皇太极和哲哲寝居，南设火炕，以“飨客及处理政务”:64。东尽间南北火坑的加火口在前后廊下:86。
屋顶为硬山顶。在中国传统建筑屋顶中，这是级别最低的屋顶形式，但是当时满族民居的典型作法。清宁宫屋顶细部装饰优于普通满族民居，使用琉璃瓦装饰。屋顶正脊两端对称的正吻上，两个风火轮刻有“日”、“月”二字。房屋门板为单扇内开、红漆式样。门板无雕饰，风格简单朴素。清宁宫南面的前檐窗户为满铺支摘窗，样式为一码三箭的直棂窗。北面、后檐开窗是较小的支摘窗。仅东尽间有开窗，西侧间和东次间不开窗。与满族民居做法类似:87—88。
清宁宫前沿廊向外有伸出的平台，与满族民居布局相同。清宁宫前设有索伦杆:87。

#### 清宁宫图片

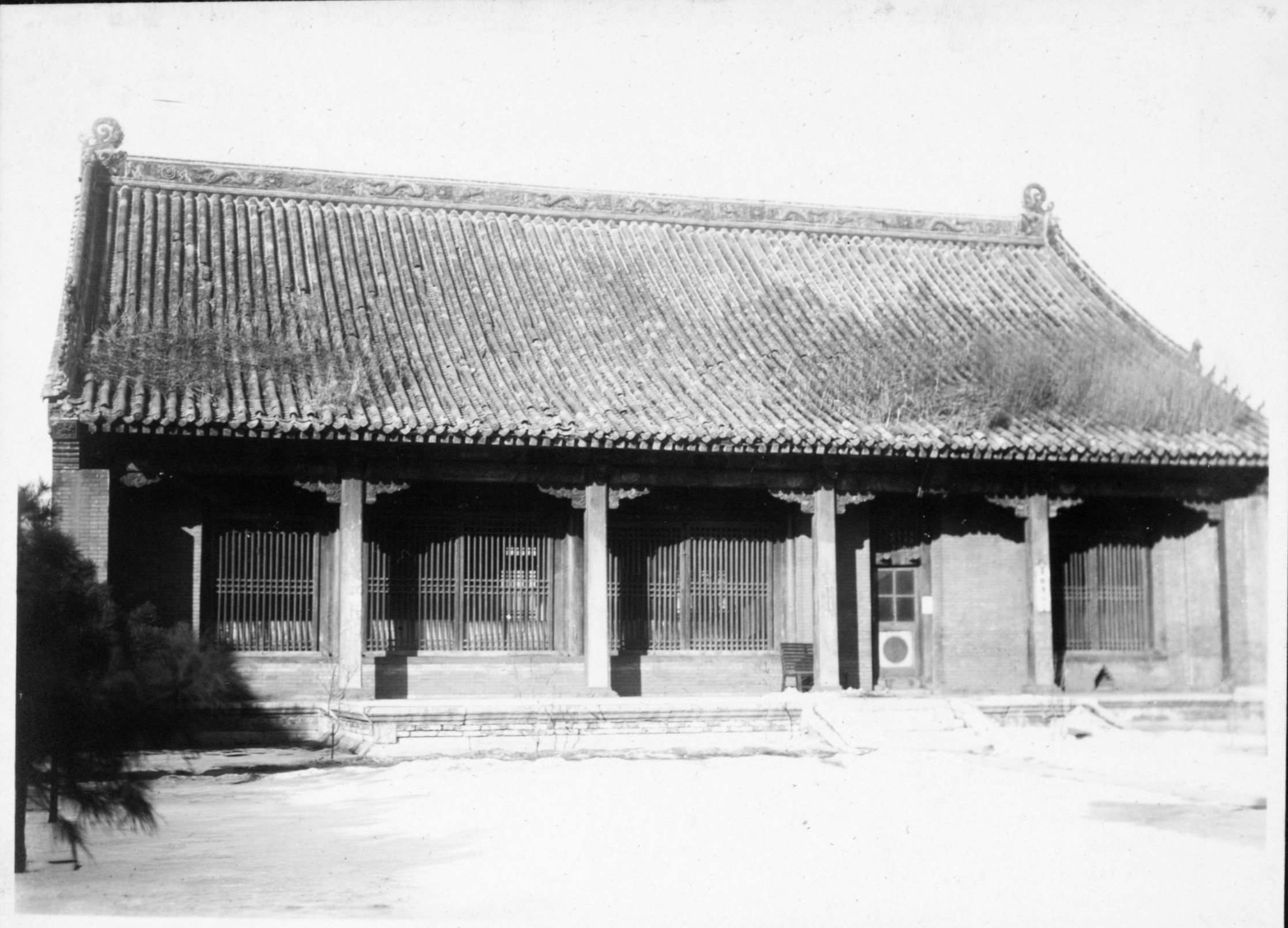
1935年左右《亜細亜大観》中，拍摄的清宁宫。
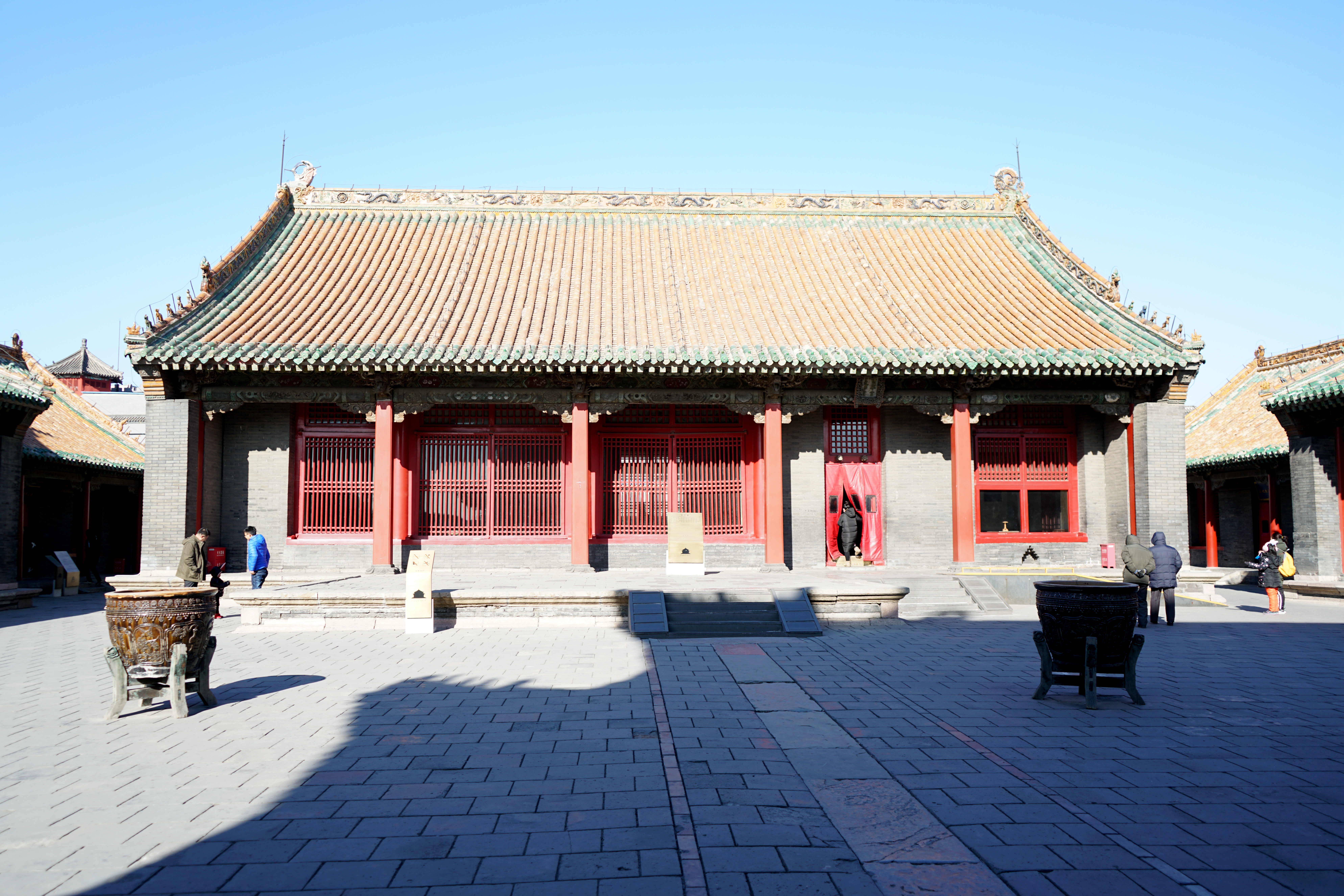
2018年拍摄的清宁宫。
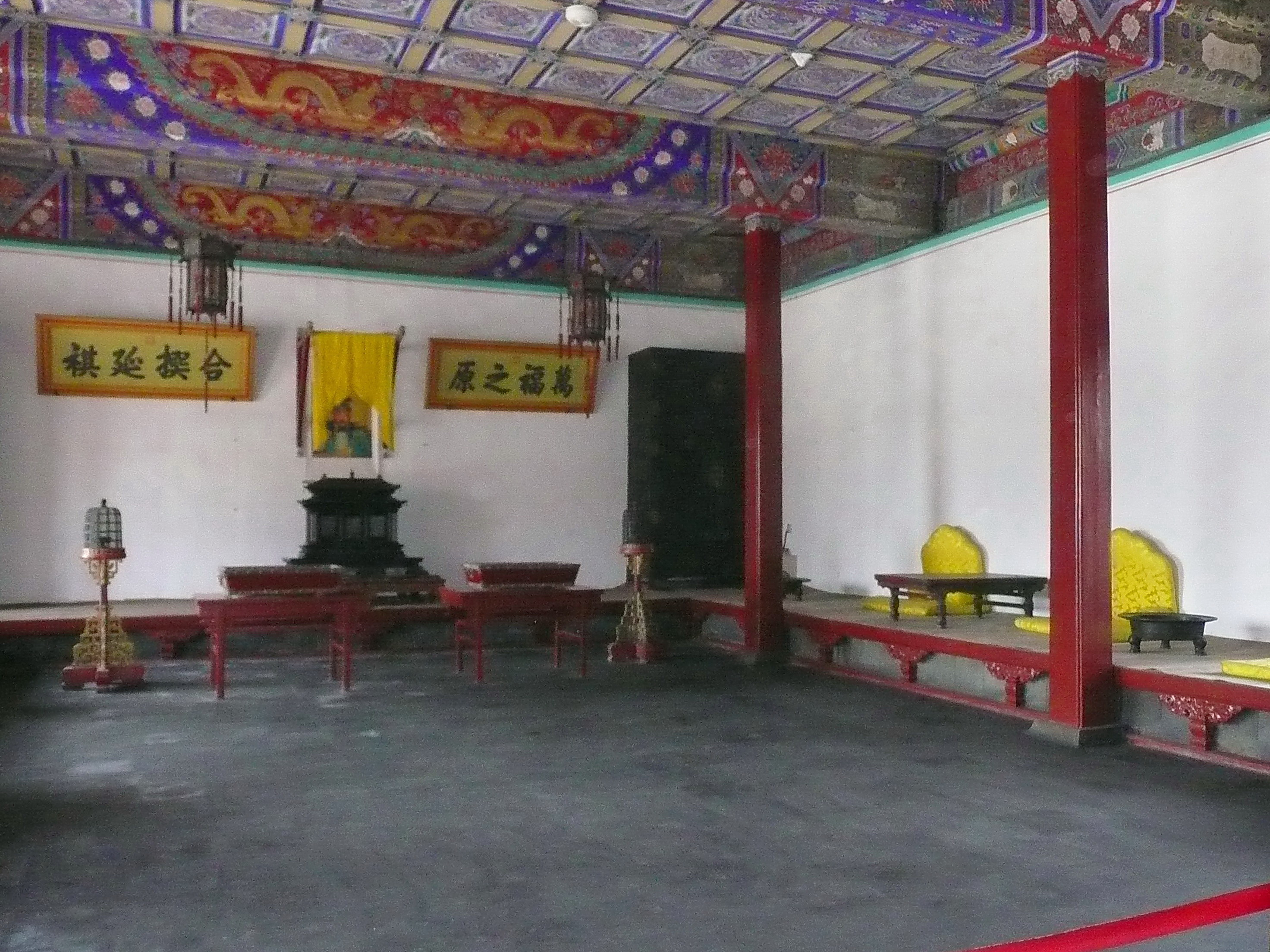
2010年拍摄的清宁宫内部。西侧间北部没有窗户。
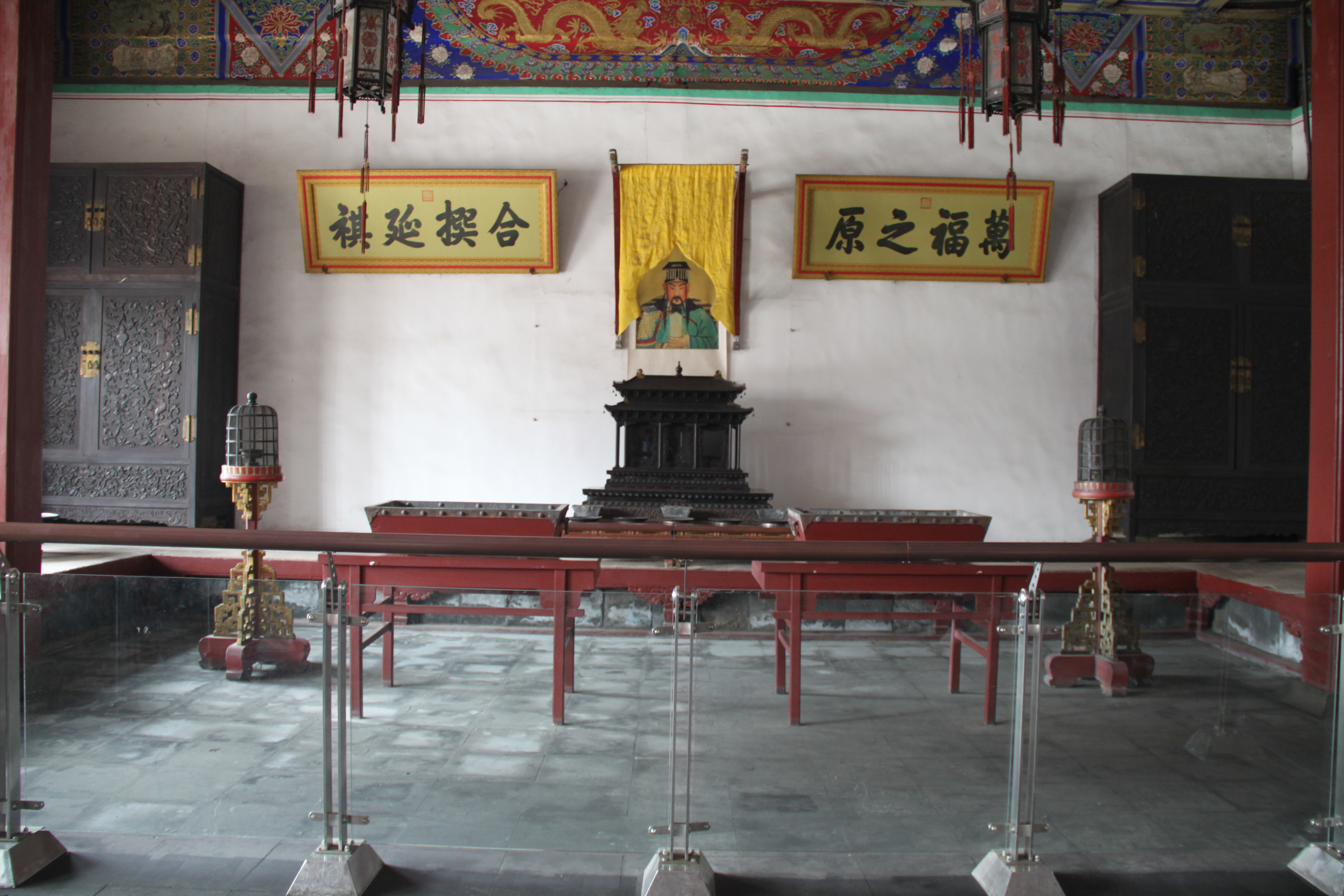
2014年拍摄的清宁宫西侧间的西墙。
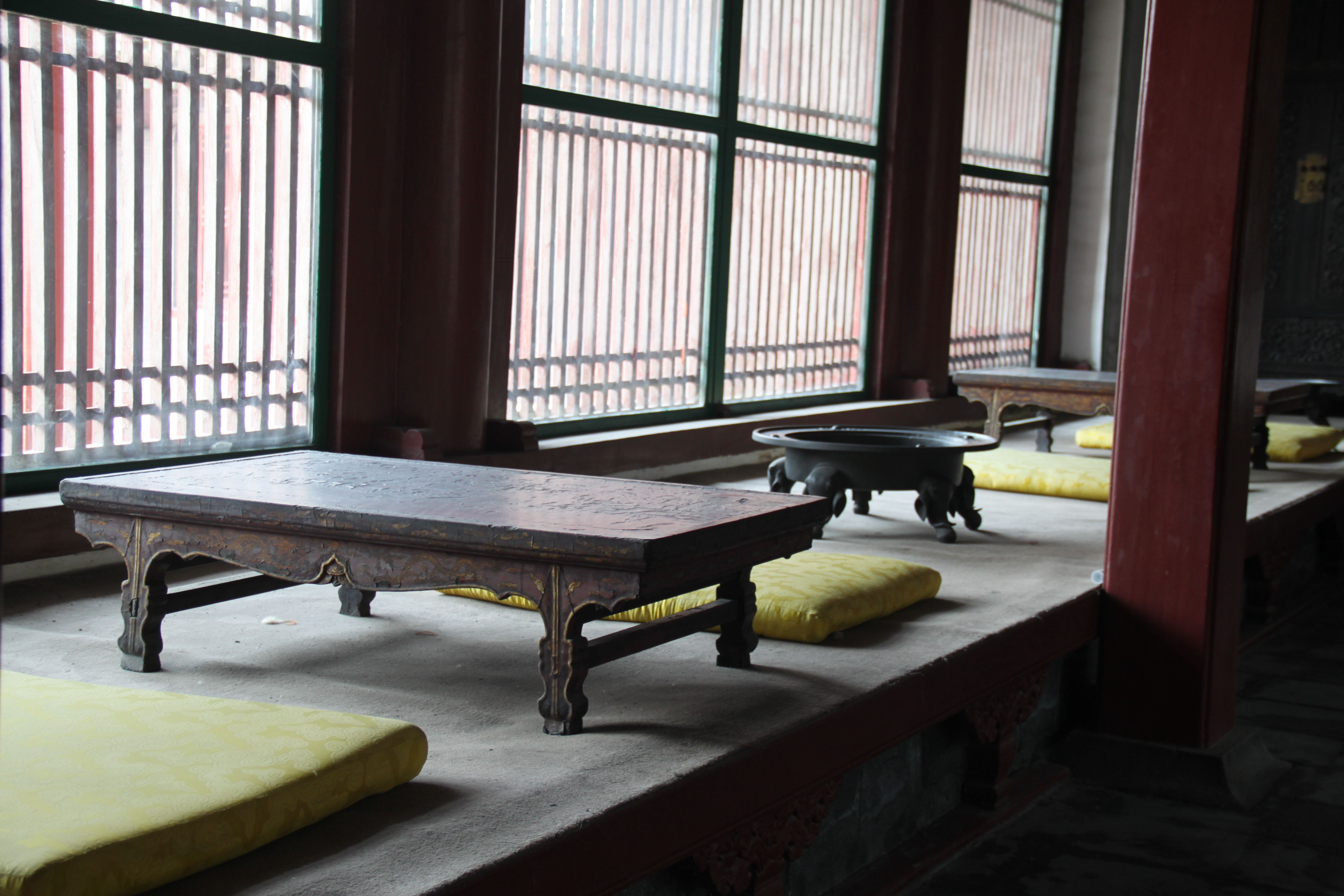
2014年拍摄的清宁宫内部火炕，应当是有窗户的西侧间南炕。
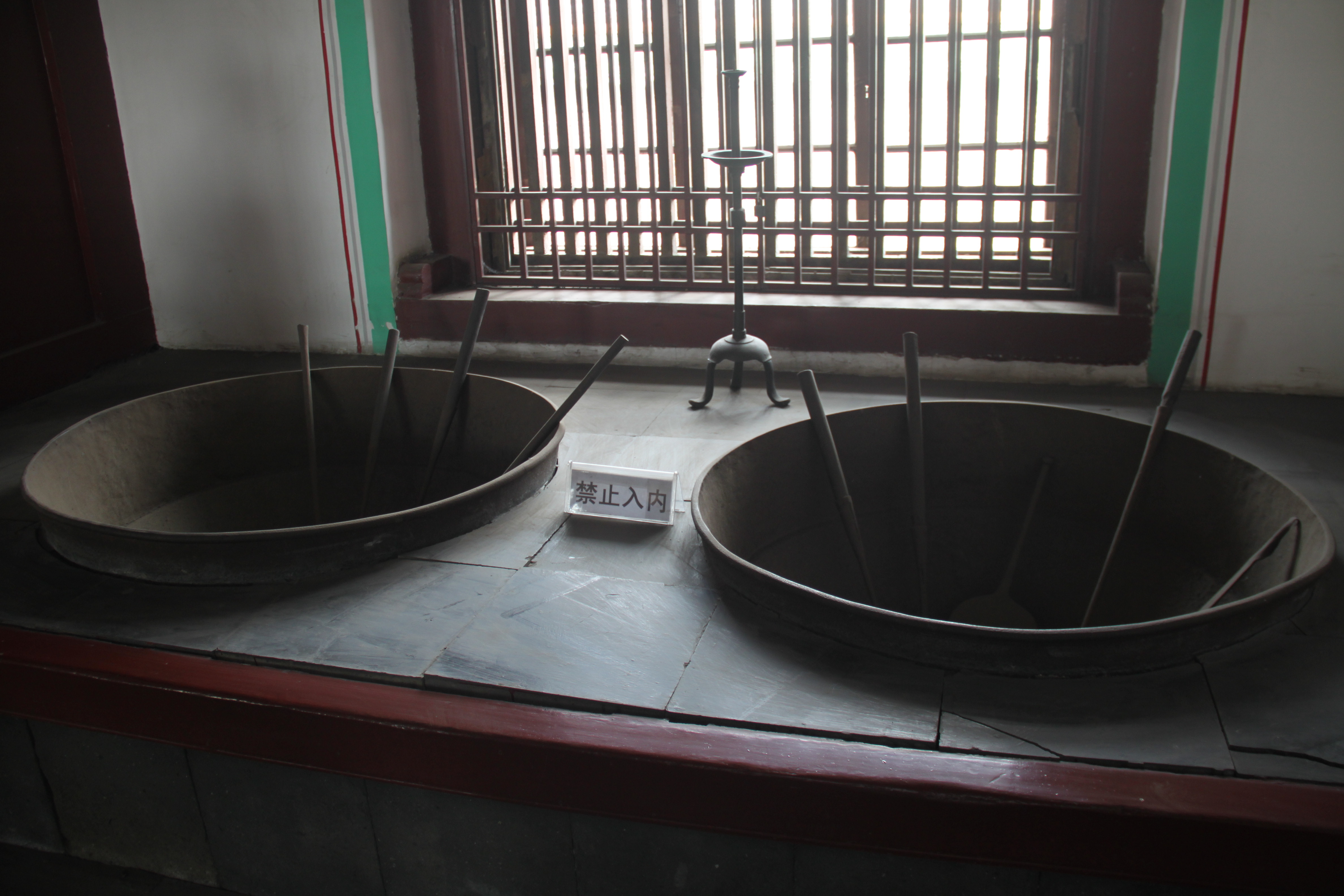
2014年拍摄的清宁宫灶台，当位于清宁宫东次间的北部。
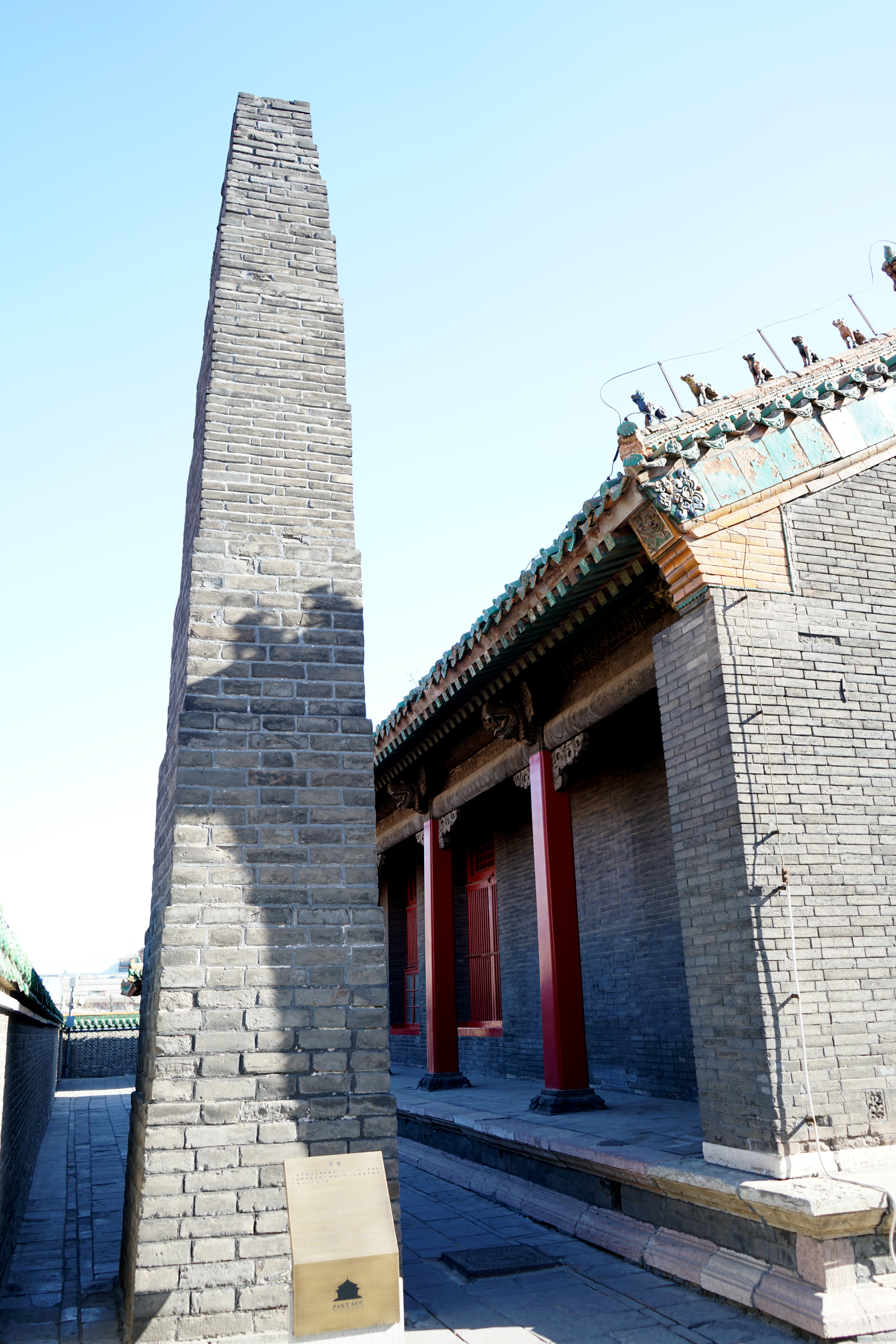
2018年拍摄的沈阳故宫中的“跨海烟囱”。应是清宁宫外西北部的“跨海烟囱”。
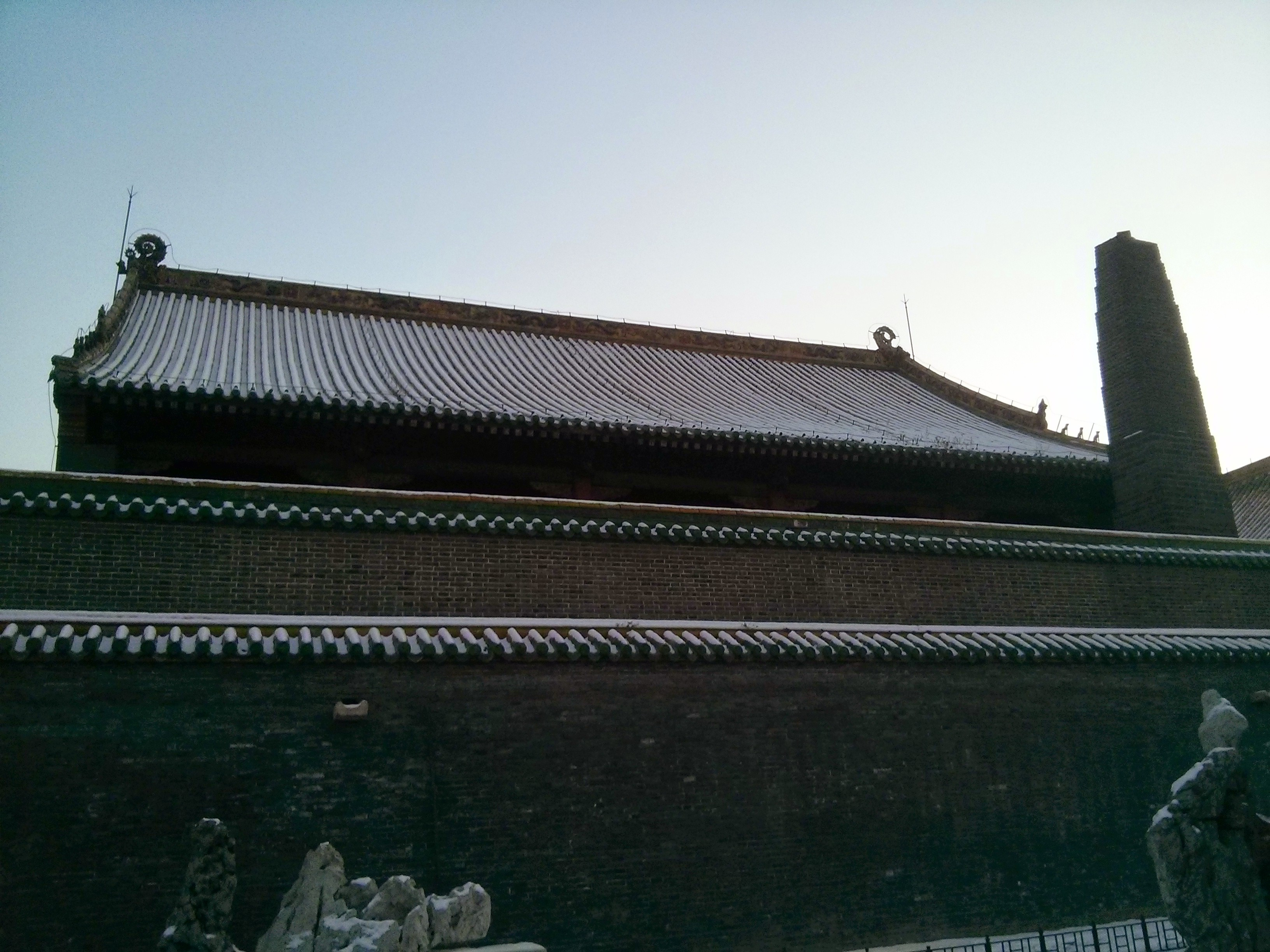
2015年拍摄的沈阳故宫建筑。从“跨海烟囱”推测，可能是清宁宫墙外。
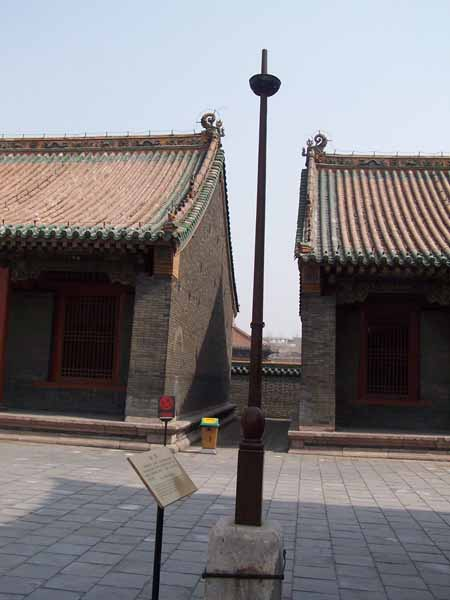
清宁宫院中的索伦杆。

### 关雎宫
关雎宫亦称东宫。居住者是海兰珠，初称东关睢宫福晋。
关雎宫为五开间、琉璃瓦硬山顶、前后出廊式建筑。房门在正中。室内格局外三间、里两间。明间设火灶。设有“万字炕”，东西火炕较宽，用以睡觉。其它方位的火炕，用作摆放物品和供具之用。

#### 关雎宫图片

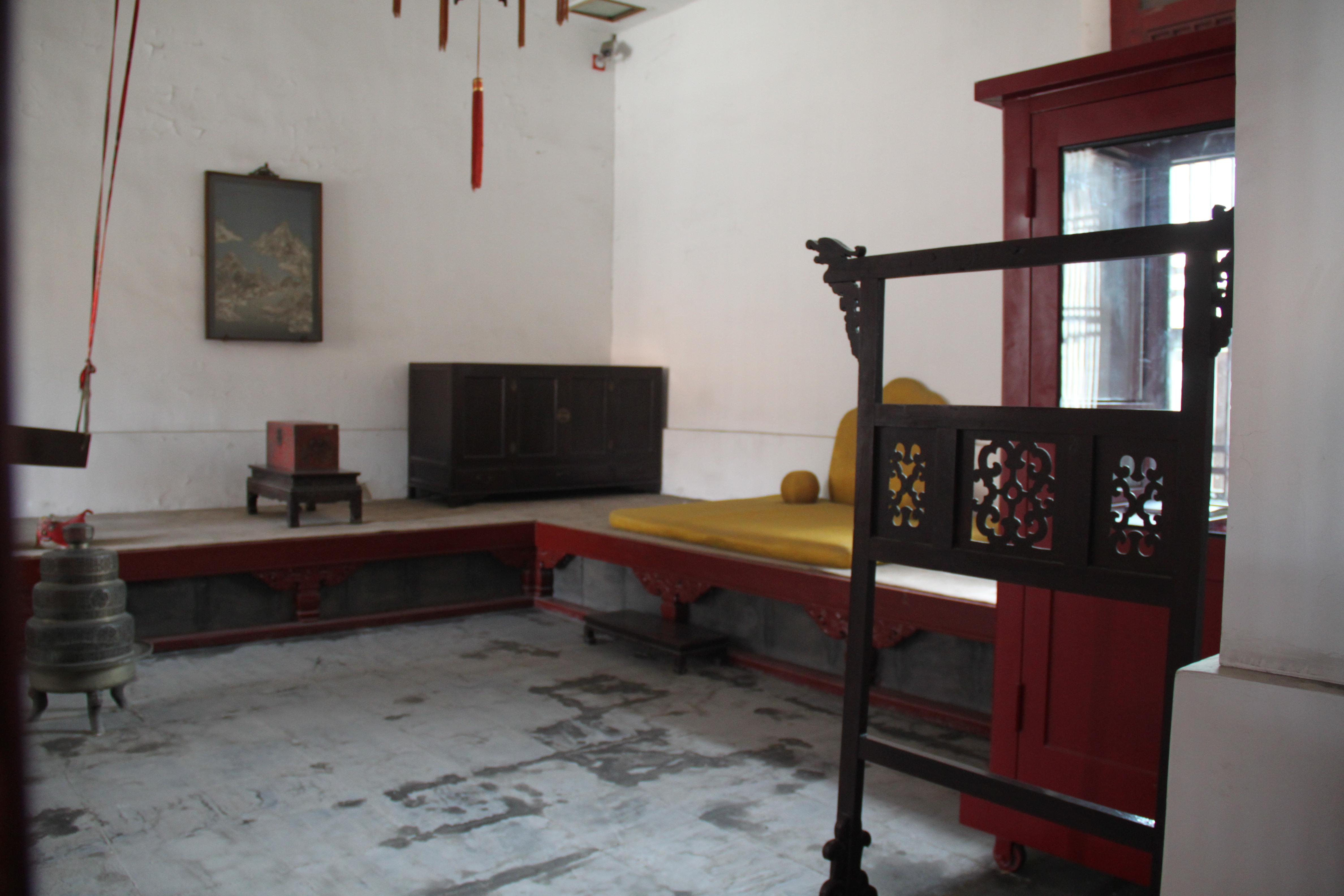
2014年拍摄的关雎宫内部

### 衍庆宫
衍庆宫亦称为次东宫。居住者是巴特瑪璪，初称东衍庆宫福晋。
衍庆宫与关雎宫并列。建筑形式与关雎宫几乎相同。

#### 衍庆宫图片

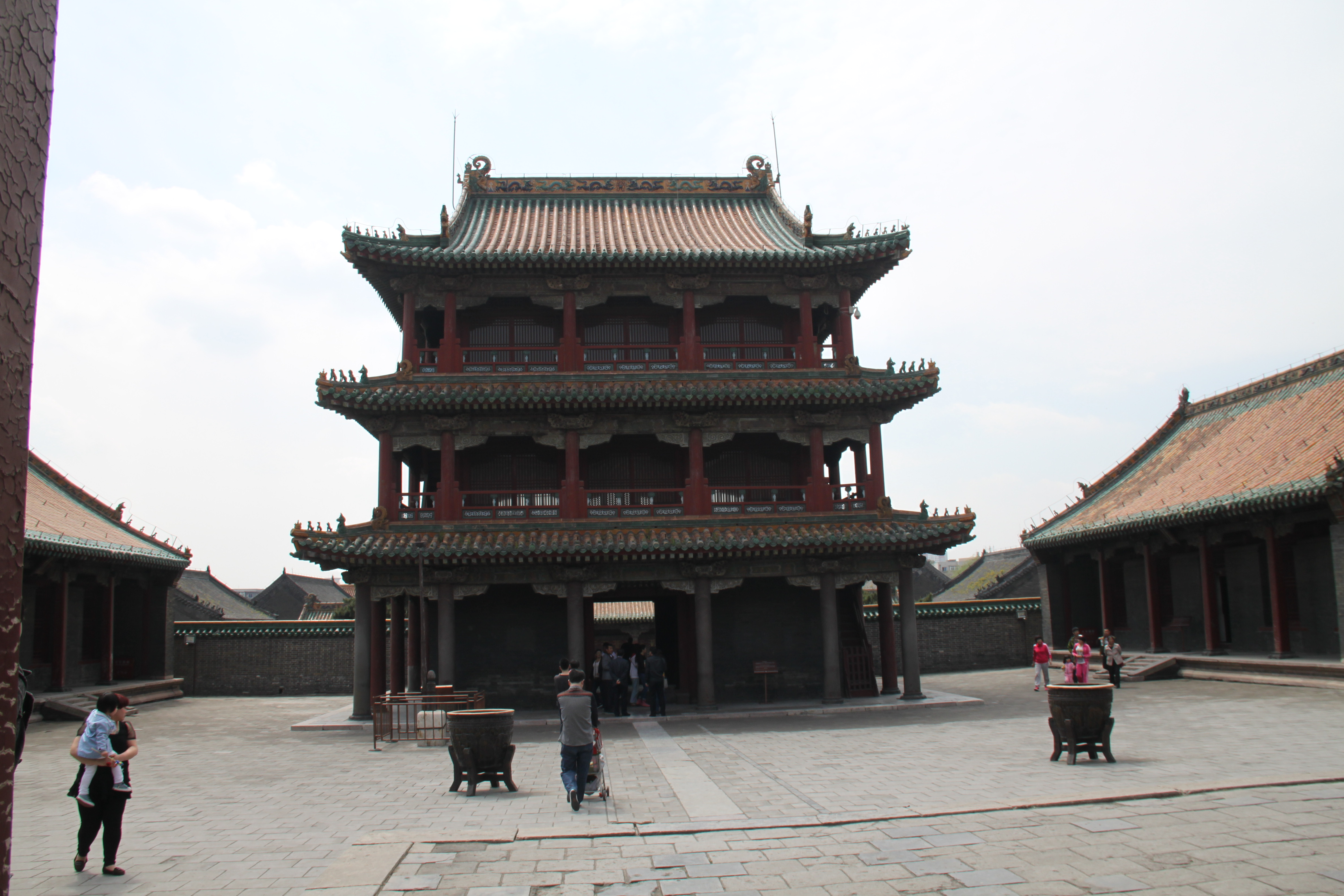
凤凰楼北面，左为衍庆宫，右为永福宫

### 麟趾宫
麟趾宫亦称为西宫。居住者是娜木钟，初称西麟趾宫福晋。
建筑形式与关雎宫几乎相同。

#### 麟趾宫图片

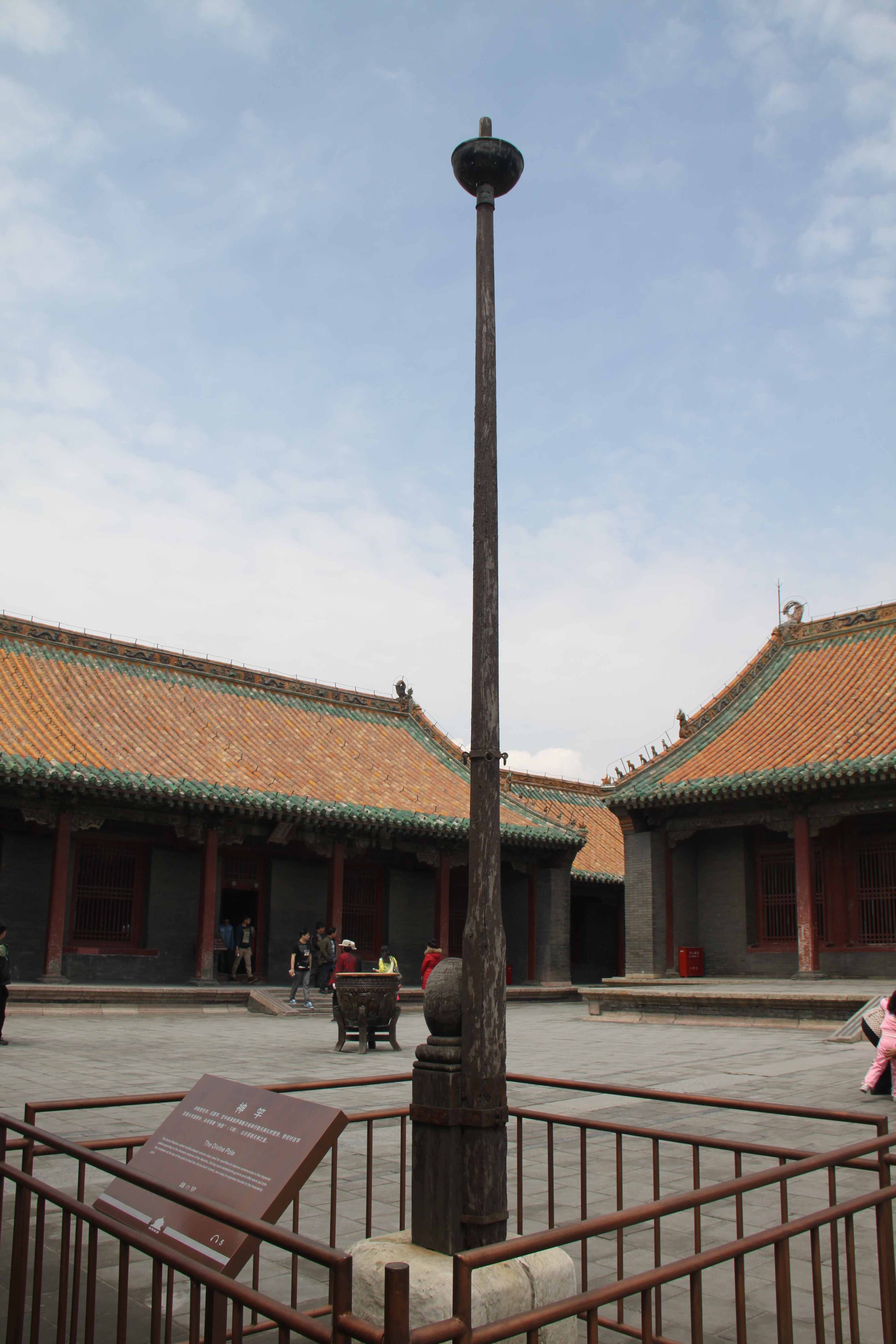
从右侧建筑前地面为伸出的平台推测，右侧建筑为清宁宫，左侧建筑当是麟趾宫。
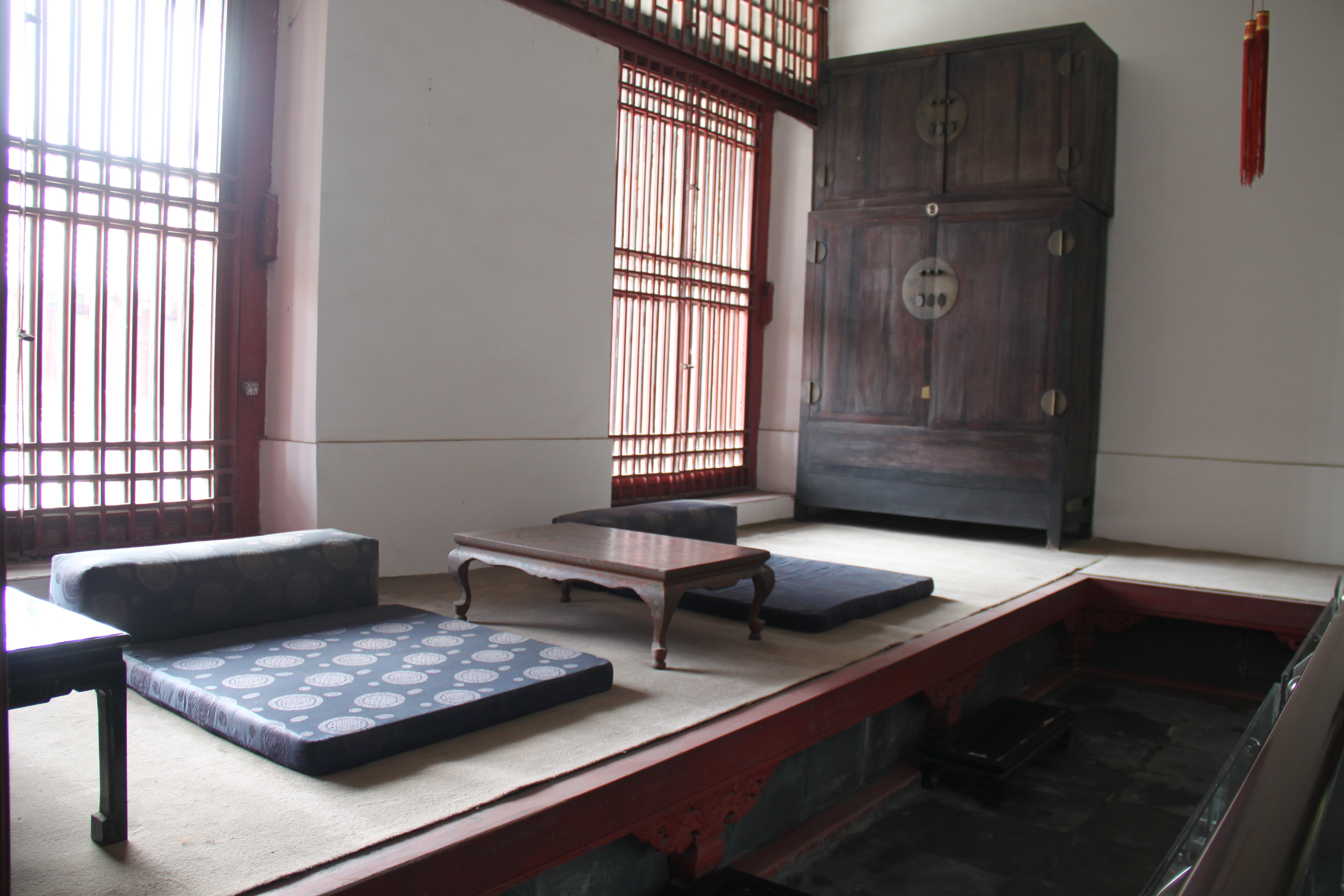
2014年拍摄的麟趾宫内部。
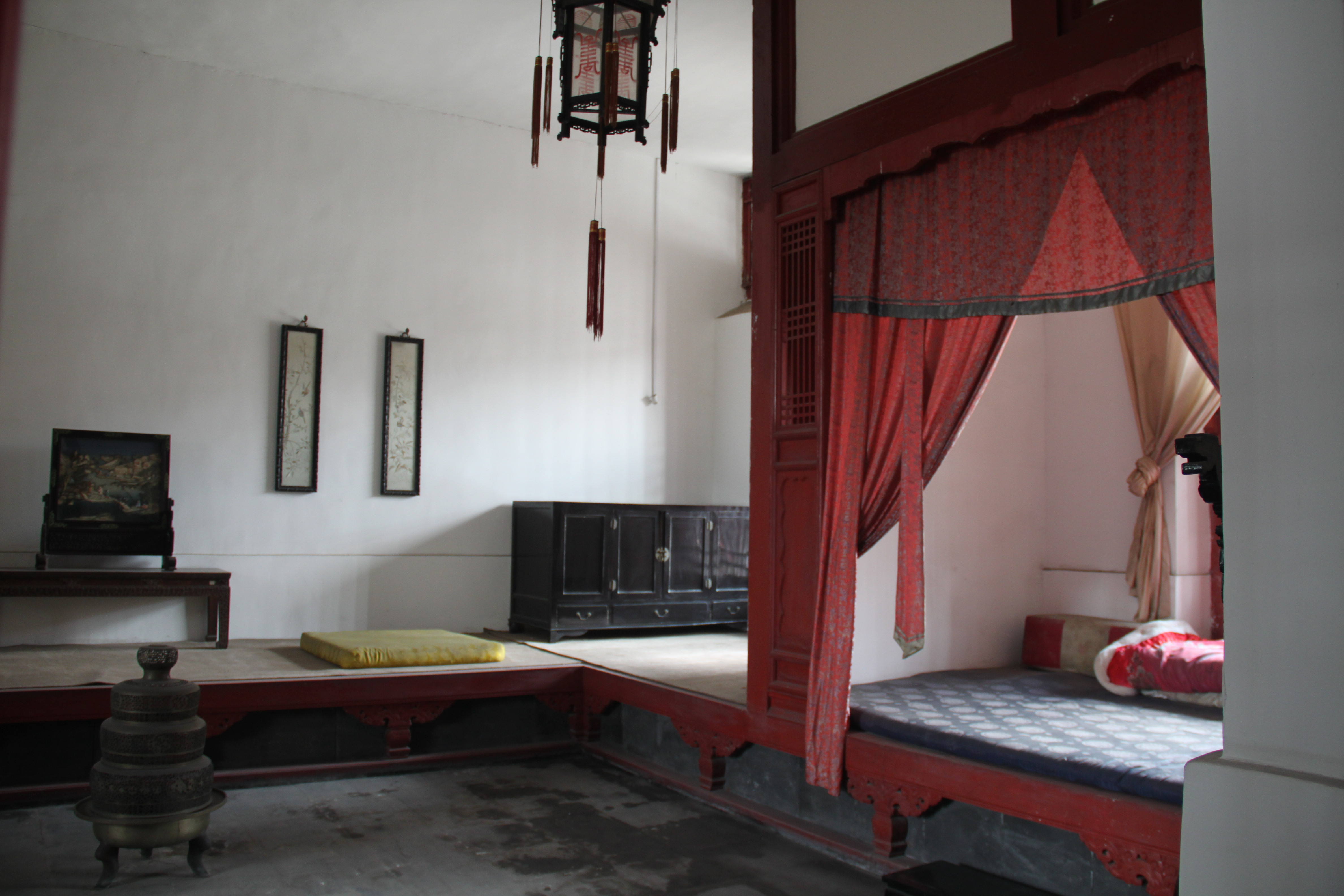
2014年拍摄的麟趾宫内部。

### 永福宫
永福宫亦称为次西宫。居住者是布木布泰，即孝庄文皇后，初称西永福宫福晋。其子顺治帝被认为出生于此处宫殿。
与麟趾宫并列。建筑形式与关雎宫几乎相同。

#### 永福宫图片

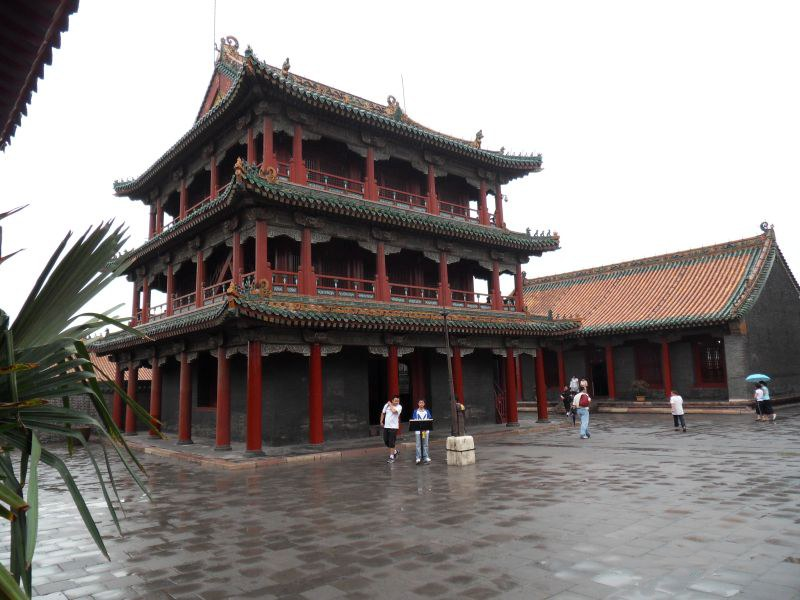
凤凰楼与永福宫
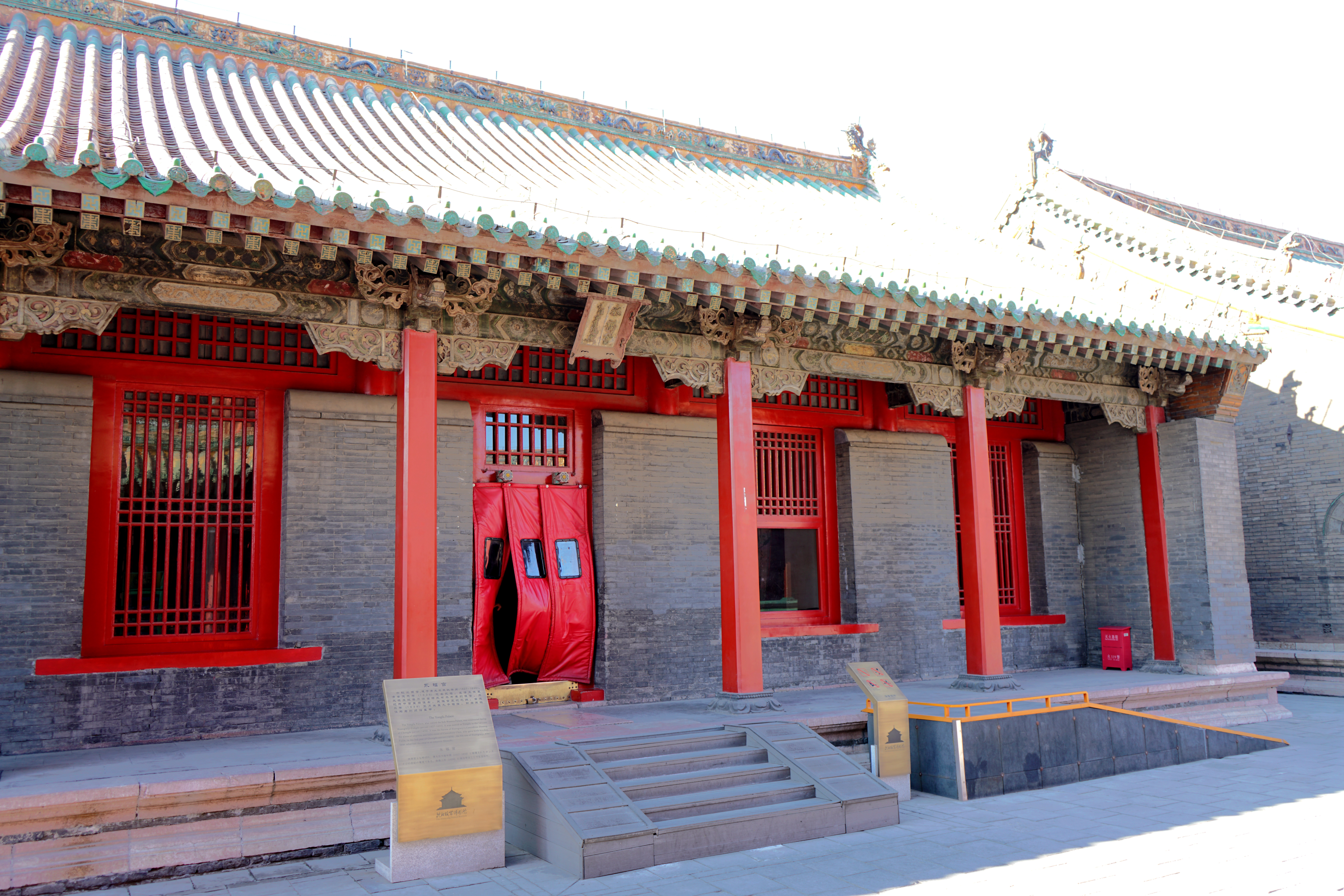
2018年拍摄的永福宫外部
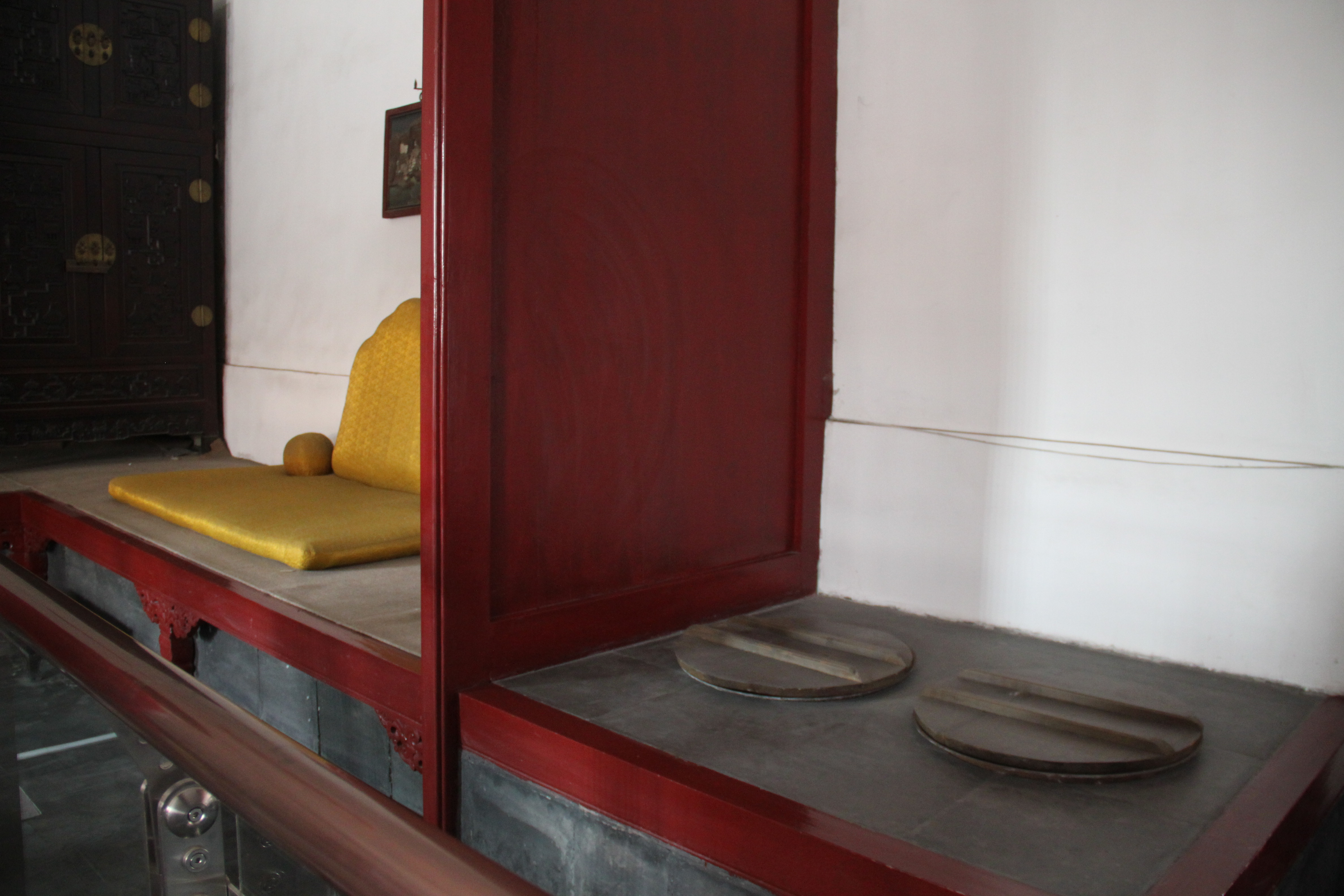
2014年拍摄的永福宫火灶

### 东配宫与西配宫
两座建筑均为三开间，为琉璃瓦硬山顶、前后廊式房屋。皇太極时期的使用情况和居住者无记载。乾隆年间的档案中提及，曾在皇帝东巡时，在这里备办清宁宫祭祀所用的糕、酒等供品。由于两座建筑与前四座配宫的屋顶装饰类似。推测是皇太极后宫中，地位较低的妃嫔的寝宫。而非宫女、太监等仆役的住所。